# Кевін Чень (письменник)
Ке́він Чень (кит. трад. 陳思宏, акад. Чень Сихун, англ. Kevin Chen; нар. 27 лютого 1978) — тайванський письменник, перекладач і актор. Мешкає в Німеччині.

## Біографія
Чень Сихун виріс у містечку Йонцзін повіту Чжанхуа. Його батьки були фермерами, а він — дев'ятою дитиною у сім'ї.
З малку цікавився китайською мовою та літературою. Починав із читання газети Міньшен, яку передплачував його батько, а також книжок Цзюге та Ер'я з книжкової полиці сестри. У дев'ять років Чень Сихун написав свій перший твір. Шкільні вчителі оцінили ентузіазм Сихуна до читання та письма і запропонували йому представляти клас у творчому конкурсі.
У середній школі Чень Сихун проявив свою гомосексуальність, що не знайшло розуміння в сім'ї та серед однолітків у школі. У підлітковому віці письмо стало для нього віддушеною для самовираження. Після коледжу він отримав кілька літературних нагород і став на шлях письменника.
У 2004 році Чень Сихун перебрався до Берліна, де продовжив літературну творчість. Неодноразово був перекладачем з китайської на Берлінському кінофестивалі.
У 2014 році він отримав Першу премію за оповідання 10-ої Літературної премії Ліня Жунсаня за оповідання «Привид у вбиральні». У 2020 році отримав 44-ту літературну книжкову премію «Золотий штатив» і літературну премію Тайваню 2020 року за свій другий роман «Місто привидів».

### Особисте життя
Кевін Чень є гомосексуалом, у шлюбі з чоловіком.